# Séance on a Wet Afternoon
Séance on a Wet Afternoon (bra: Farsa Diabólica; prt: À Beira do Abismo) é um filme britânico de 1964, dos gêneros drama, policial e suspense, dirigido e roteirizado por Bryan Forbes, baseado em romance de Mark McShane.

## Sinopse
Myra ganha a vida exercendo práticas mediúnicas, com a ajuda do marido Billy. Um dia, ela imagina um golpe perfeito: sequestrar Amanda Clayton, a filha adolescente de um casal rico, e depois devolver o dinheiro do resgate e "encontrar" a jovem utilizando sua mediunidade. Mas não existe crime perfeito.

## Premiações
| Patrocinador                                  | Prêmio        | Categoria | Situação |
| --------------------------------------------- | ------------- | --- | --- |
| Academia de Artes e Ciências Cinematográficas | Oscar         | Melhor Atriz (Kim Stanley) | Indicado |
| British Academy of Film and Television Arts   | BAFTA Award   | Melhor Ator (Richard Attenborough) Melhor Atriz Estrangeira (Kim Stanley) Melhor Roteiro Original Melhor Fotografia Britânica | Vencedor[carece de fontes?] Indicado[carece de fontes?] Indicado[carece de fontes?] Indicado[carece de fontes?] |
| National Board of Review                      | NBR Award     | Melhor Atriz (Kim Stanley) Melhor filme                                                                                       | Vencedor Indicado                                                                                               |
| New York Film Critics Circle Awards           | NYFCC         | Melhor Atriz (Kim Stanley) | Vencedor |
| Writers Guild of Great Britain                | WGGBA         | Melhor Roteiro Britânico - Drama                                                                                              | Vencedor[carece de fontes?]                                                                                     |
| Motion Picture Exhibitor                      | Laurel Awards | Melhor Atriz Dramática (Kim Stanley)                                                                                          | Terceiro lugar[carece de fontes?]                                                                               |
| Mystery Writers of America                    | Edgar         | Melhor Filme Estrangeiro | Vencedor[carece de fontes?]                                                                                     |
| Festival de San Sebastián                     | San Sebastián | Melhor Ator (Richard Attenborough)                                                                                            | Vencedor[carece de fontes?]                                                                                     |

## Elenco
| Ator/Atriz           | Personagem                |
| -------------------- | ------------------------- |
| Kim Stanley          | Myra Savage               |
| Richard Attenborough | Billy Savage              |
| Nanette Newman       | Senhora Clayton           |
| Mark Eden            | Charles Clayton           |
| Patrick Magee        | Welsh                     |
| Gerald Sim           | Beedle                    |
| Godfrey James        | Motorista dos Clayton     |
| Frank Singuineau     | Motorista de ônibus       |
| Ronald Hines         | Policial                  |
| Margaret Lacey       | Mulher na sessão espírita |